# 순검
순검(巡檢)은 한국과 중국에서 사용하던 관직이다. 한국에서는 조선 말 갑오경장 때 처음 설치되어 경찰 업무를 지냈다.